# エフゲン・クレイン
エヴゲーニー・クレイン（ロシア語: Евгений Давидович Крейн：ラテン文字転写：Evgeniy Krein、1893年 - 1942年2月24日）はロシア出身の日本のヴァイオリニスト、指揮者、音楽教師。「エフゲン・クレーン」、「エフゲン・クレイン」、「エフゲニ・クレイン」などの日本語表記でも知られる。

## 経歴
生い立ち
1893年、ヴァイオリニストで後にモスクワ音楽院ヴァイオリン教授となったダヴィート・クレインの子として、モスクワで生まれた。モスクワ音楽院で学び、モスクワ音楽院、ブラゴロードヌイ倶楽部、モスクワのジミーン・オペラ劇場などで指揮者を務めた。
日本での活動
中華民国のハルビンで演奏活動をしたのち、1925年または1926年秋に来日。以後亡くなるまで日本で活動した。1930年にソプラノ歌手の北澤栄と結婚。1933年5月24日に、留学する妻の栄とともにイタリアに赴いた。

## 家族・親族
- 父：ダヴィート・クレインダヴィート・クレイン（ドイツ語版、ロシア語版）[11]はヴァイオリニスト。モスクワ音楽院ヴァイオリン科教授。
- 叔父：グリゴリー・クレインは作曲家。
- 叔父：アレクサンドル・クレインも作曲家。二人の叔父はいずれも父であるダヴィート・クレインの弟。
- 妻：北澤栄はソプラノ歌手。

## 教え子
- 安柄玿（ドイツ語版、英語版、朝鮮語版）[12]
- 遠藤磨里[13]
- 貴志康一[14]
- 木村善之[15]
- 島暢子[16]
- 長谷川孝一[17]
- 中村博信[18]
- 西村新太郎[19]
- 浜野博[20]
- 宮本政雄[21]
- 森安勝[22]
- 山崎忠博[23]